# Alur Melati
Alur Melati is een bestuurslaag in het regentschap Langkat van de provincie Noord-Sumatra, Indonesië. Alur Melati telt 1346 inwoners (volkstelling 2010).